# Молла Велі Відаді
Молла Велі Відаді (азерб. ملا ولی ودادی, Molla Vəli Vidadi; 17 березня 1709, Шамкір, Карабаське беглербегство, Сефевідська держава ‒ 13 травня 1809, Ікінджі Шихли, Грузинська губернія) — азербайджанський поет-просвітитель XVIII століття.

## Життєпис
Відаді народився 1709 року в місті Шамкір Карабаського беглербегства. Жив у Карабасі, а потім у Тифлісі. Служив писарем у грузинського царя Іраклія II.

## Творчість
Своїми ліричними віршами Відаді збагатив азербайджанську поезію, був майстром особливої форми віршів з парною римою — «гошма».
Реалістична лірика поета близька до ашузької поезії. Твори Молли Велі Відаді написані в дусі ісламістського суфізму. Він критикував феодальні міжусобні війни і жорстокість. Так, у відомому вірші «Мусібат-наме», що є відгуком на вбивство Гусейн хана Муштага, друга Відаді, поет передає жахи кровопролитних феодальних чвар, таврує неосвічених і жорстоких ханів, їхні злодійства і злочини перед народом:
Молла Велі Відаді був близьким другом відомого азербайджанського поета Молли Панаха Вагіфа. Помітне місце у творчості Відаді займає його віршоване листування-діалог з ним, яке змістом нагадує змагання ашугів. На відміну від Вагіфа, у творах якого переважають мажорні тони, у віршах Молли Валі Відаді відчуваються смуток і безвихідь. Песимістичні настрої поета відбились у віршах «Журавлі», «Послання поетові Вагіфу», «Поплачеш». Вважається послідовником творчості Фізулі.
Деякі з його газелей і гошма перекладені російською мовою: «Мусаддас», «Ряд за поруч», «Там, де кохання марно серце чекає…». Перекладом творів Молли Велі Відаді займався Костянтин Симонов.

## Нащадки
Молла Велі Відаді був дідом за материнською лінією російського і азербайджанського генерала Алі-Аги Шихлінського.